# Сан Пиетро ин Лама
Сан Пиѐтро ин Ла̀ма (на италиански: San Pietro in Lama, на местен диалект Sampiètru ti l'ìrmici, Сампиетру ти л'ирмичи) е малко градче и община в Южна Италия, провинция Лече, регион Пулия. Разположено е на 43 m надморска височина. Населението на общината е 3629 души (към 2011 г.).